# 室住虎登
室住 虎登（もろずみ とらとお）は、戦国時代の武将。甲斐の戦国大名武田氏の譜代家臣。字は玄蕃允。

## 来歴
武田氏の譜代家臣・親族衆である板垣信方の弟で、前名は板垣直方。室住虎光の養子となり「室住虎登」と名乗る。姓は諸角（両角）とする記録も多いが、現在では同時代の史料に見られる「室住」が採用されている。養父の諱に関しても虎定あるいは昌清とする説もあるが、確実な同時代文書の『安道寺文書』によれば「虎光」とされる
実兄・板垣信方を補佐し、上原城留守居役、信濃国柏鉢城主を務めた。
1561年10月18日（永禄4年9月10日）養父・室住虎光が死去し、その跡式を継ぐが、虎登も3年後の1564年（同7年）死去した。虎登の跡式は子の室住昌守（助五郎）が継いだが、昌守は元亀元年（1570年）、原甚四郎（原虎胤の子）と争いによって改易された。以後、室住氏の名は史料には見られなくなる。

## 家族
- 養父：室住虎光（豊後守）
  - 本人：室住虎登
    - 長男：室住昌守
    - 二男：本田重政

## 補註
山梨県甲斐市竜王の有富山慈照寺の開祖は、寺伝によれば開山の真翁宗見とともに甲斐守護武田信昌の庶子である「諸角昌清」で、昌清は「諸角虎定」と同一人物であるとも考えられている。諸伝によれば虎定の生年は文明12年（1480年）であるとも言われるが、黒田基樹や柴辻俊六らの研究者は疑問視し、次代の人物である可能性を指摘している。
「室住虎光」の確かな史料における初見は弘治3年（1557年）の京進銭納入に際した奉行人連署手形であり、弘治年間には秋山虎繁（信友）とともに信玄に美濃情勢を報告している。武田氏の信濃侵攻に際しては信濃国衆とともに信濃柏鉢城を守備している。